# Le avventure di Joe Dirt
Le avventure di Joe Dirt (Joe Dirt) è una commedia di avventura americana del 2001, diretto da Dennie Gordon, con una sceneggiatura di David Spade e Fred Wolf, prodotto da Robert Simonds. Con un cast formato da: David Spade, Dennis Miller, Christopher Walken, Adam Beach, Brian Thompson, Brittany Daniel, Jaime Pressly, Erik Per Sullivan e Kid Rock.

## Trama
Joe Dirt è un bidello in una stazione radio a Los Angeles. Un produttore lo trascina nello studio per parlare dal vivo in diretta con un famoso disc jockey di nome Zander Kelly.

## Produzione
Scritto da David Spade (che figura tra i protagonisti) e Fred Wolf. Tra gli altri interpreti si citano Dennis Miller, Christopher Walken, Brian Thompson, Brittany Daniel, Jaime Pressly, Erik Per Sullivan, Adam Beach e Kid Rock.

## Accoglienza

### Botteghino
Le avventure di Joe Dirt sul sito Box Office Mojo, riguardo ai maggiori incassi si posizionò 4° con un profitto di $8.016,008 nella prima settimana, più avanti concluse un profitto totale di $27,087,695 negli Stati Uniti e $3,900,000 nel resto del mondo, incassando complessivamente $30,987,695. Con un budget stimato di 17 milioni di dollari, possiamo considerarlo un successo moderato.

### Critica
Sul sito web aggregatore di recensioni Rotten Tomatoes, la serie ha ottenuto un punteggio medio di 3/10 e una percentuale di approvazione del 11%, basata su 76 recensioni.
Mentre sul sito Metacritic, che usa una media ponderata, ha assegnato alla serie un punteggio medio di 20 su 100, basandosi su 26 critici, indicandone che le "recensioni sono generalmente sfavorevoli".

## Sequel
Nel 2015 è uscito il sequel Joe Dirt 2 - Sfigati si nasce, diretto da Fred Wolf.

## Prodotti derivati
La TBS ha incaricato David Spade di lavorare alla realizzazione di una serie animata basata sul film.